# Chiesa cattolica in Kosovo
La Chiesa cattolica in Kosovo al termine dell'anno 2012 su una popolazione di 2.160.000 persone contava 66.800 battezzati, corrispondenti al 3,1% del totale.

## Organizzazione territoriale

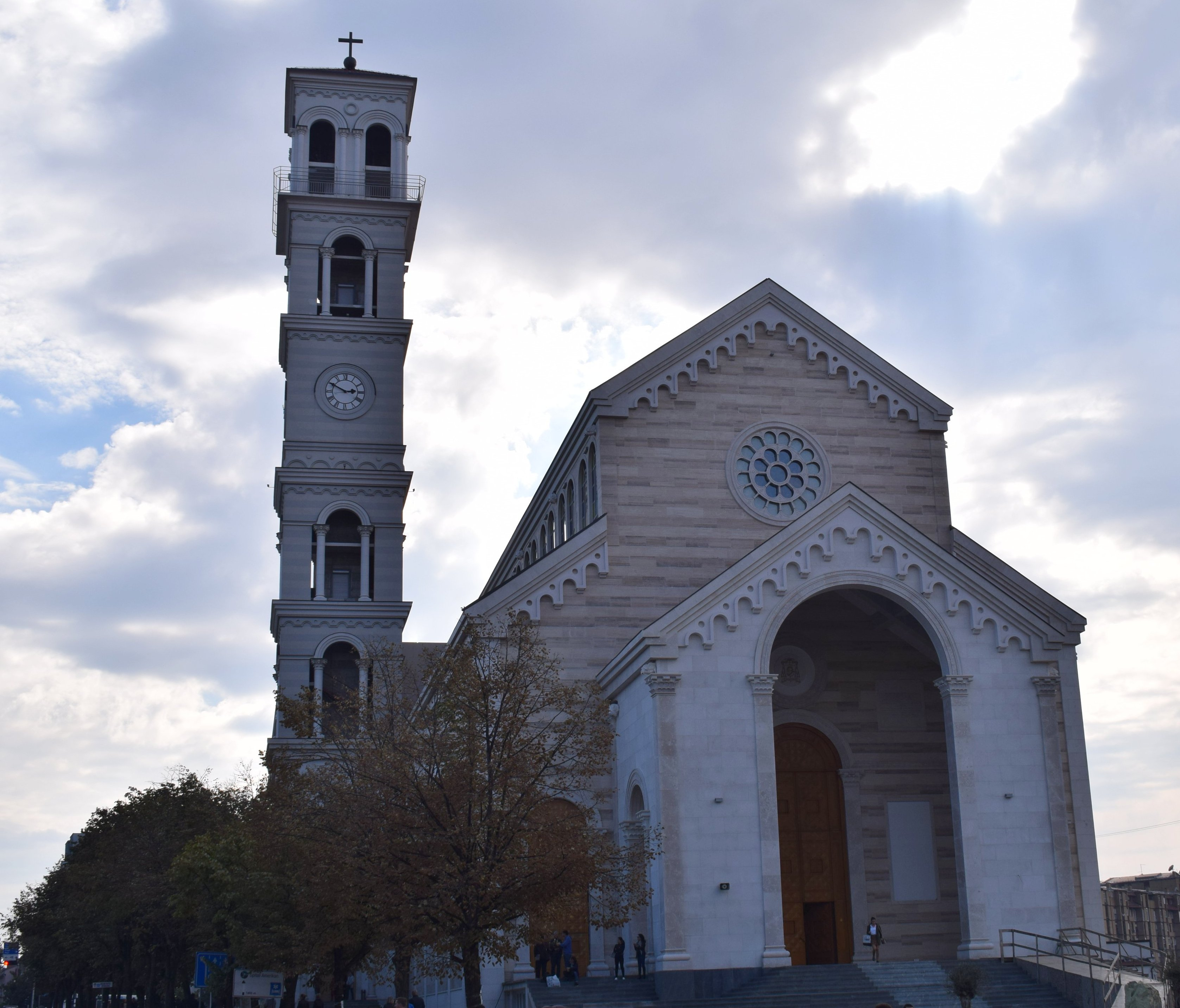
La concattedrale di Santa Madre Teresa a Pristina

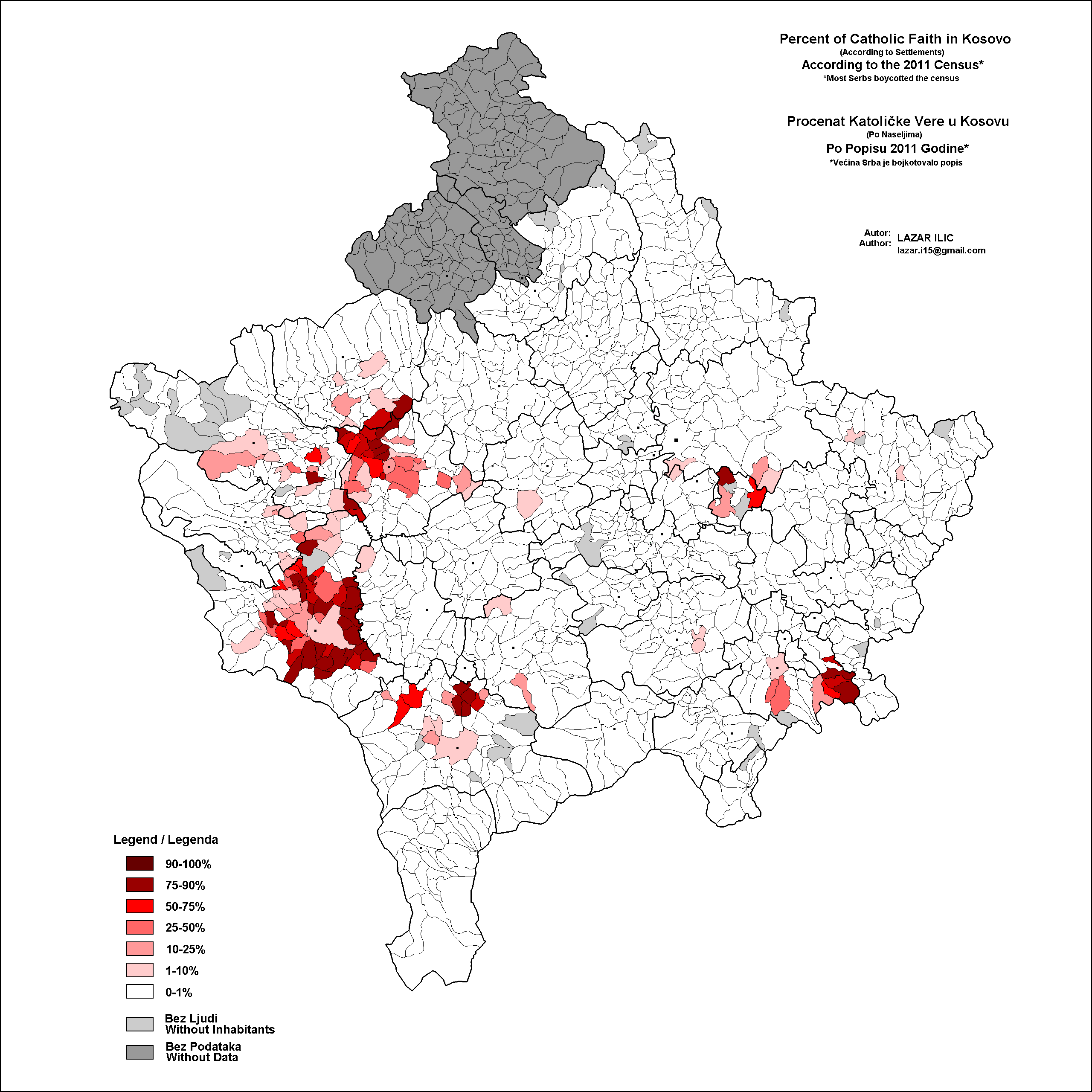
Cattolici in Kosovo (dati aggiornati al 2011)

Il territorio è costituito da un'unica diocesi di rito romano, la diocesi di Prizren-Pristina; l'ordinario è membro di diritto della Conferenza episcopale internazionale dei Santi Cirillo e Metodio, che raggruppa gli episcopati di Serbia, Montenegro, Kosovo e Macedonia del Nord.
Presso Gjakova (località di Bec) e Stubla sono presenti le suore basiliane figlie di Santa Macrina di rito bizantino, legate alla chiesa cattolica italo-albanese.
La maggior parte dei fedeli di rito bizantino, oggi prettamente di etnia serba, rientrano nella giurisdizione dell'eparchia di San Nicola di Ruski Krstur, con sede in Serbia.

## Storia

### Conflitto del Kosovo (1998-1999)
Durante la guerra in Kosovo diverse delle chiese cattoliche albanesi vennero vandalizzate. La chiesa cattolica di Sant'Antonio, situata a Gjakova, fu fra quelle più gravemente danneggiate dai soldati serbi jugoslavi. A Pristina gli ufficiali serbi jugoslavi presero possesso della Chiesa cattedrale per uso militare, allontanando le suore e il parroco. Installando un radar aereo sul campanile, provocarono il bombardamento della chiesa e delle case circostanti da parte della NATO.
Durante il conflitto in Kosovo la Chiesa italo-albanese ha dato sostegno e aiuto alla popolazione locale colpita dalla guerra.

### La Chiesa cattolica in Kosovo oggi
Secondo alcune stime, i fedeli cattolici in Kosovo sarebbero in aumento: molti kosovari, anche di famiglia musulmana, si sarebbero convertiti al cattolicesimo. Secondo alcune testimonianze, Ibrahim Rugova, primo presidente della Repubblica Albanese del Kosovo, si sarebbe avvicinato al cattolicesimo, fatto negato però da molte delle persone vicine a Rugova e dai rappresentanti della Chiesa cattolica in Kosovo.
Il 26 novembre 2019, un terremoto ha colpito l'Albania. La Chiesa cattolica in Kosovo il 1º dicembre successivo ha raccolto donazioni di beneficenza dalle parrocchie per le vittime del terremoto e le loro famiglie.

## Rappresentanza diplomatica
La Santa Sede non ha riconosciuto ufficialmente l'indipendenza del Kosovo, per cui non sono mai state allacciate relazioni diplomatiche a livello di nunziatura. Il 10 febbraio 2011 è stato nominato delegato apostolico per il Kosovo Juliusz Janusz, nunzio apostolico in Slovenia, con la precisazione che tale incarico non è di natura diplomatica, ma risponde ad esigenze pastorali interne alla Chiesa cattolica.

### Delegati apostolici
- Juliusz Janusz (10 febbraio 2011 - 21 settembre 2018 dimesso)
- Jean-Marie Speich (19 marzo 2019 - 12 aprile 2025 nominato nunzio apostolico nei Paesi Bassi)
- Luigi Bianco, dal 20 maggio 2025

## Galleria d'immagini

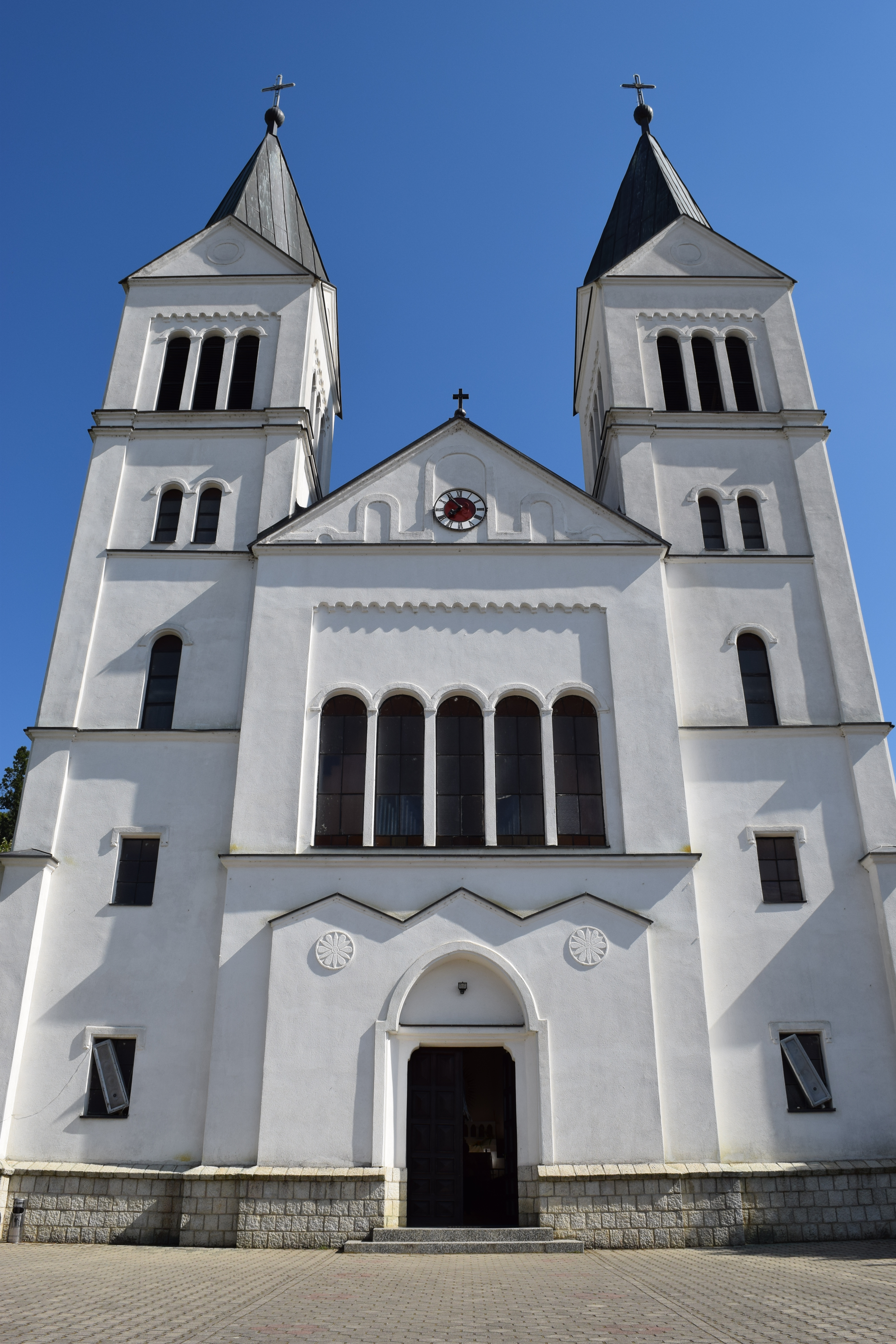
La chiesa di Letnicë (Vitina)
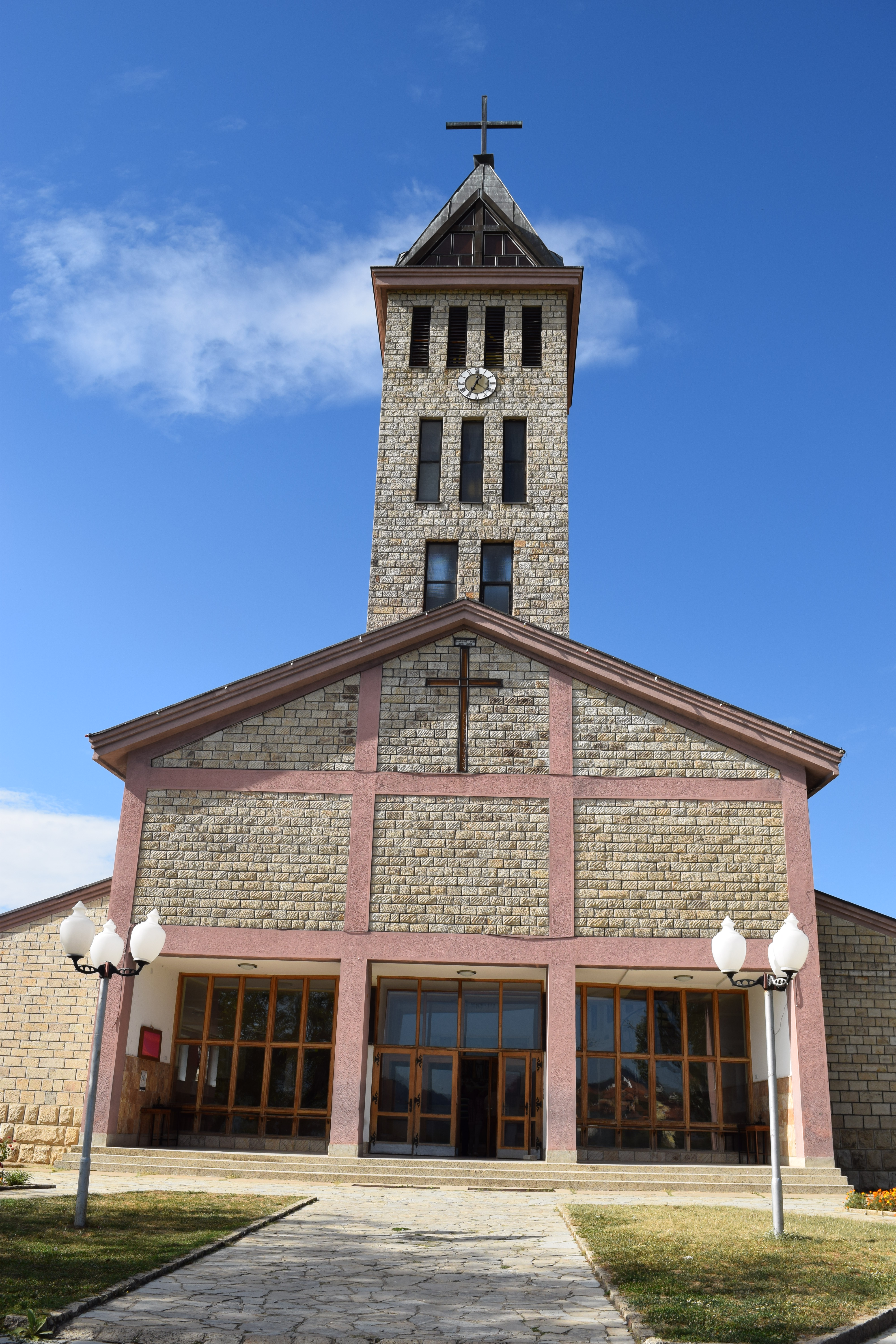
La chiesa di Stubllë
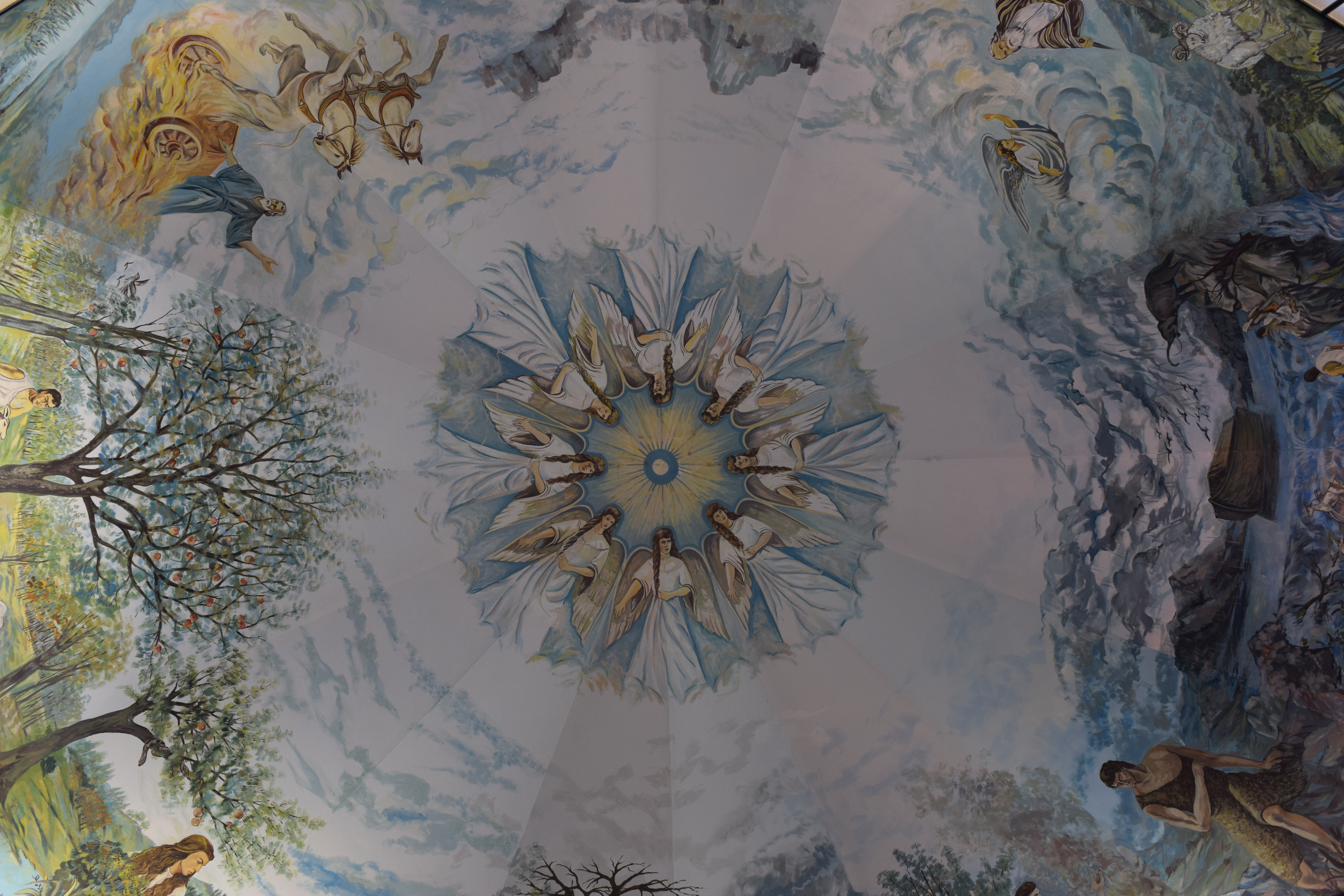
Cupola della chiesa di Moravë e Binçës
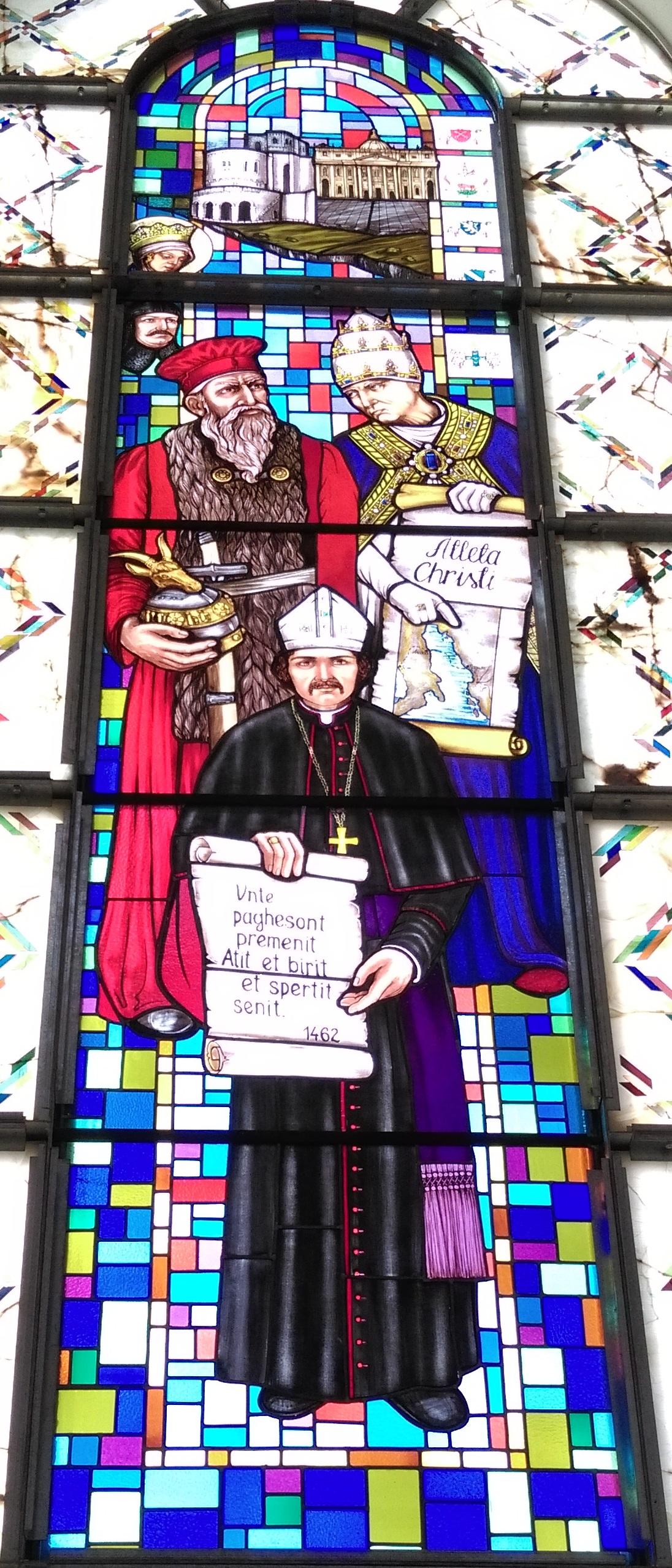
Vetrata della concattedrale, raffigurante papa Callisto III, Scanderbeg e Pal Engjëlli